# NGC 2251
NGC 2251 (другое обозначение — OCL 499) — рассеянное скопление в созвездии Единорога. Открыто Уильямом Гершелем в 1783 году. Скопление удалено на 1329 парсек от Земли, его возраст составляет от 270 до 460 миллионов лет. На точке поворота главной последовательности располагаются звёзды массой 3,2 M⊙.
Звёзды скопления слегка обеднены металлами по сравнению с Солнцем (металличность равна −0,1 в логарифмической шкале или 63 % солнечной металличности). Скопление находится вблизи галактической плоскости. Цветовой показатель B−V составляет 0,20…0,25, демонстрируя умеренное покраснение.
Этот объект входит в число перечисленных в оригинальной редакции «Нового общего каталога».